# Klarälven
Klarälven er en flod i Sverige og Norge som er ca. 460 km lang, hvoraf næsten 300 km gennemløber Sverige. Fra kilden til havet regnes Klarälven og Göta älv tilsammen for Sveriges længste flod.
Fra søen Rogen i Härjedalen løber Klarälven ind i Hedmark i Norge, hvor den kaldes Trysilelven eller Klara.
Älven løber gennem søen Femunden. Nær grænsen til Sverige er der to kraftværker, Sagnfossen og Lutufallet. I Sverige løber älven gennem Värmland og munder ud i Vänern med et delta ved Karlstad.
Klarälven var den sidste svenske flod med tømmerflådning. Tømmeret transporteredes fra Norge via Trysilelven og Klarälven til Skoghall udenfor Karlstad.
I dag (2006) trafikeres Klarälven af tømmerflåder med turister mellem Branäs og Edebäck. Klarälven er internationalt kendt som et godt fiskevand og har rent og fint badevand.